# Германская восточноафриканская рупия
Рупия Германской Восточной Африки (нем. Deutsch-Ostafrikanische Rupie) — денежная единица Германской Восточной Африки в 1890—1916 годах. Первоначально рупия = 64 пезы (нем. Pesa), с 1904 года рупия = 100 геллеров (нем. Heller).

## История
В денежном обращении колонии преобладали талер Марии Терезии и индийская рупия. Был установлен курс: 1 талер = 2 рупии = 1 доллар США. В 1890 году управлявшее колонией Германско-Восточноафриканское общество (нем. Deutsch-Ostafrikanische Gesellschaft) начало выпуск монет в рупиях и пезах. В 1896 году было запрещено использование в обращении талера Марии Терезии.
С 1904 года рупия = 100 геллеров. Индийская рупия 21 мая того же года утратила статус законного платёжного средства, но фактически продолжала использоваться в обращении. Был начат выпуск монет нового типа, на которых вместо названия компании была надпись: Deutsch Ostafrika. Монеты, номинированные в пезах, находились в обращении до 1 апреля 1905 года.
В 1909 году в Дар-эс-Саламе был открыт Германский Восточноафриканский банк (Deutsch-Ostafrikanische Bank), получивший право выпуска банкнот. В 1915—1917 годах банк выпускал временные банкноты (нем. Interims-Banknote), отличающиеся большим разнообразием типов.
После англо-бельгийской оккупации колонии рупия продолжала использоваться в обращении параллельно с валютами, выпускавшимися странами, оккупировавшими колонию. В Танганьике рупия обращалась параллельно с рупией Британской Восточной Африки, в 1920 году они обе заменены на восточноафриканский шиллинг. На территории Руанда-Урунди рупия обращалась параллельно с конголезским франком (Бельгийского Конго), которым заменена в 1916 году.

## Монеты и банкноты

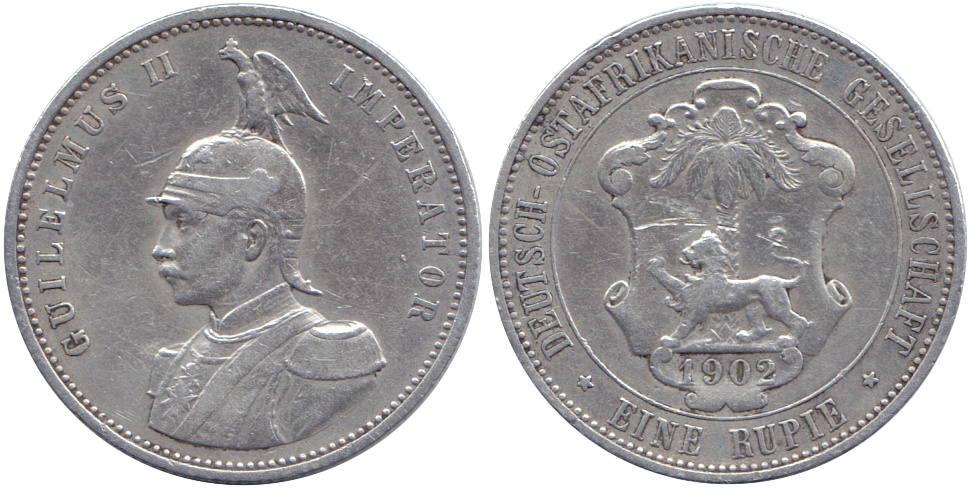
Монета 1 рупия (1902), серебро.

Монеты с легендой Deutsch-Ostafrikanischen Gesellschaft чеканились в Берлине, обозначение монетного двора — A. Чеканились: бронзовые монеты в 1 пезу, серебряные — в 1⁄4, 1⁄2, 1, 2 рупии.
Монеты с легендой Deutsch Ostafrika чеканились в Берлине и Гамбурге (обозначения монетных дворов соответственно A и J). Чеканились монеты в 1⁄2, 1, 5, 10 геллеров, 1⁄4, 1⁄2, 1 рупию.
В 1916 году монетный двор в Таборе чеканил монеты в 5 и 20 геллеров, отличавшиеся худшим качеством. Монеты чеканились из использованных гильз, на некоторых есть следы от капсюльных отверстий и калибровочного ободка. Имеются разновидности по расположению букв, размеру деталей рисунка, толщине. В том же году в Таборе чеканились золотые монеты в 15 рупий. Обозначение двора в Таборе — T.
Германский Восточноафриканский банк выпускал банкноты номиналами: образца 1905 года — в 5, 10, 50, 100 рупий; образца 1912 года — 500 рупий. Временные банкноты выпускались номиналами в 1, 5, 10, 20, 50, 200 рупий.